# Ptení

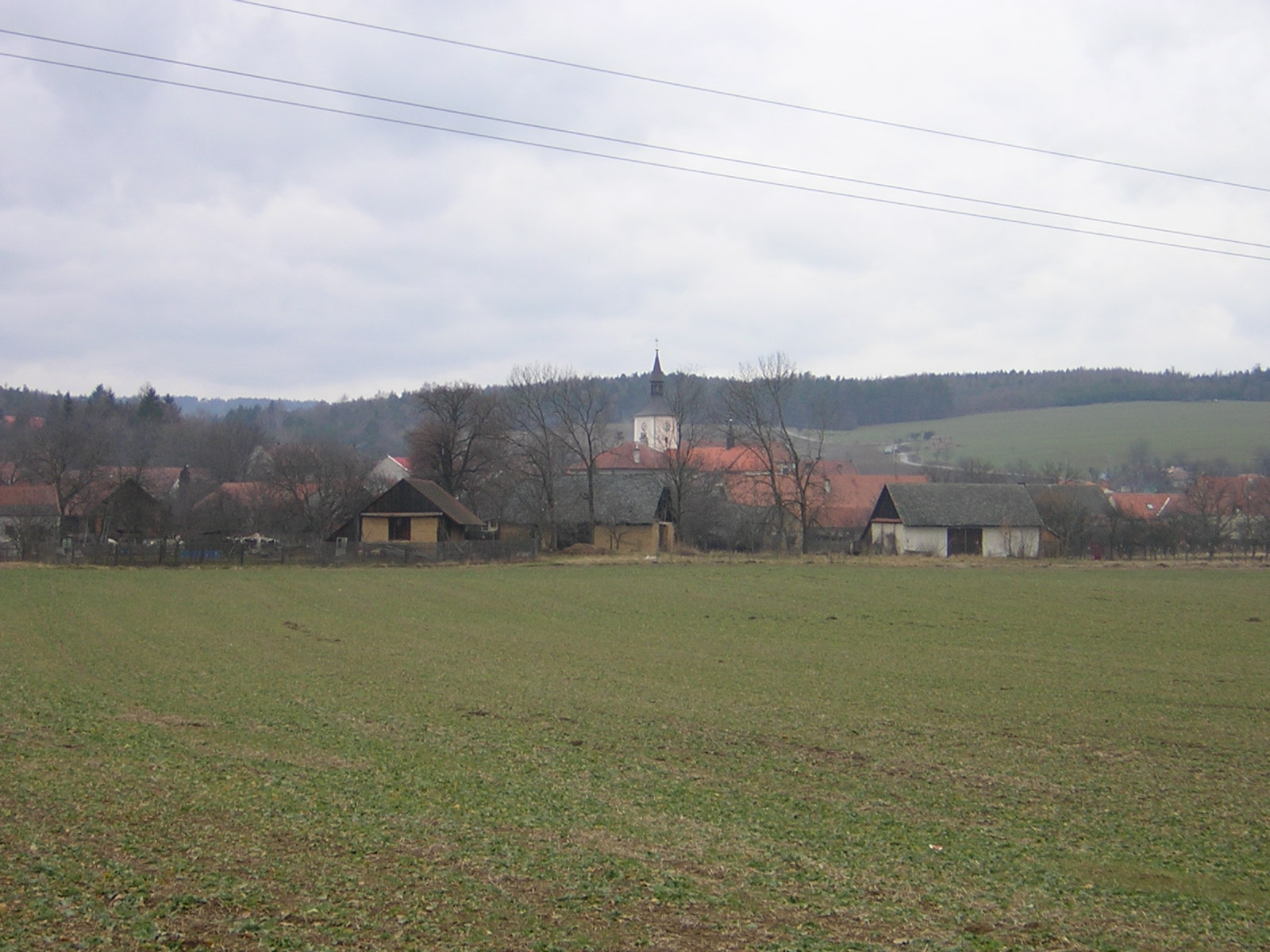
Ortsansicht

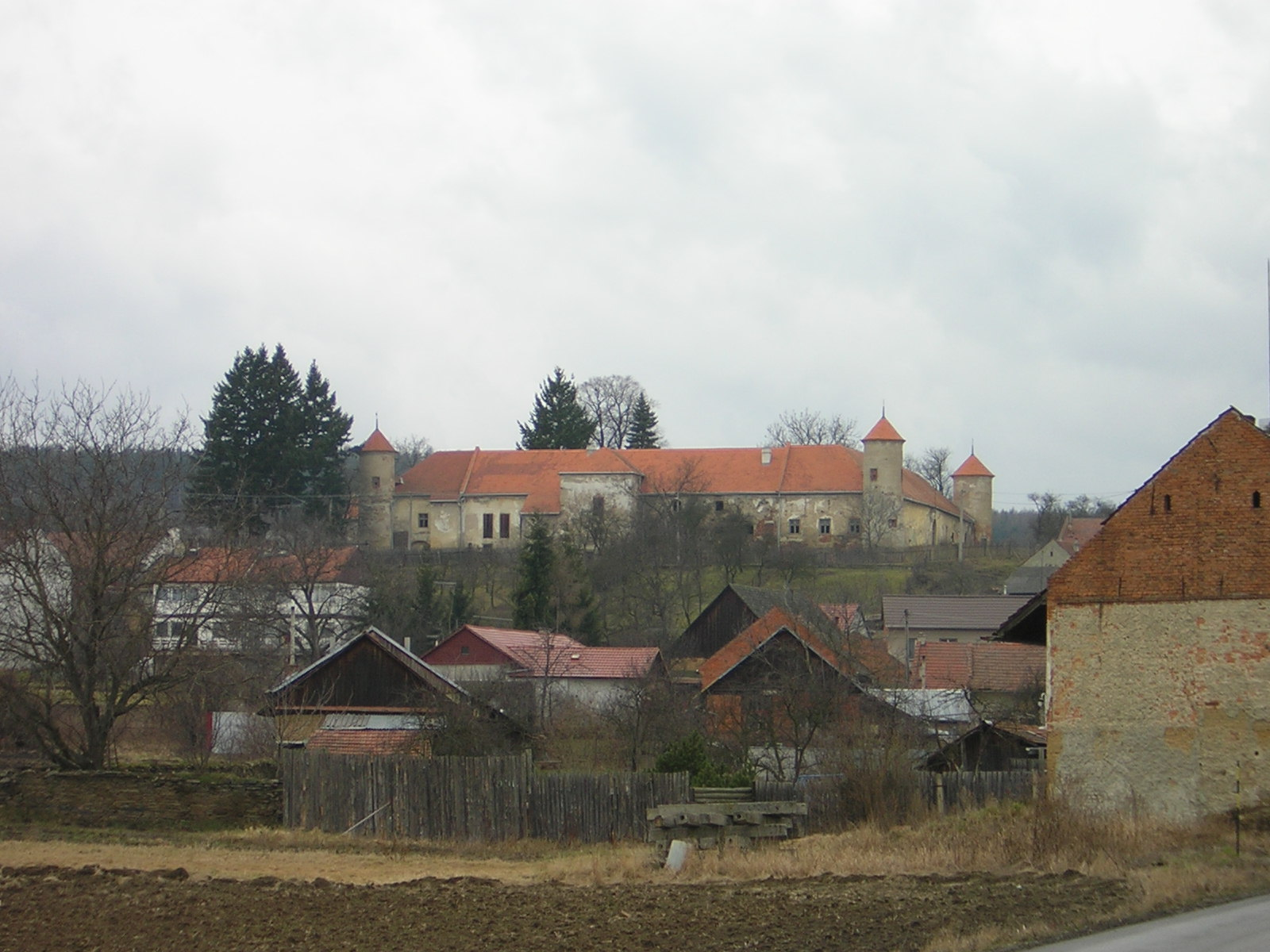
Blick von Osten auf das Schloss

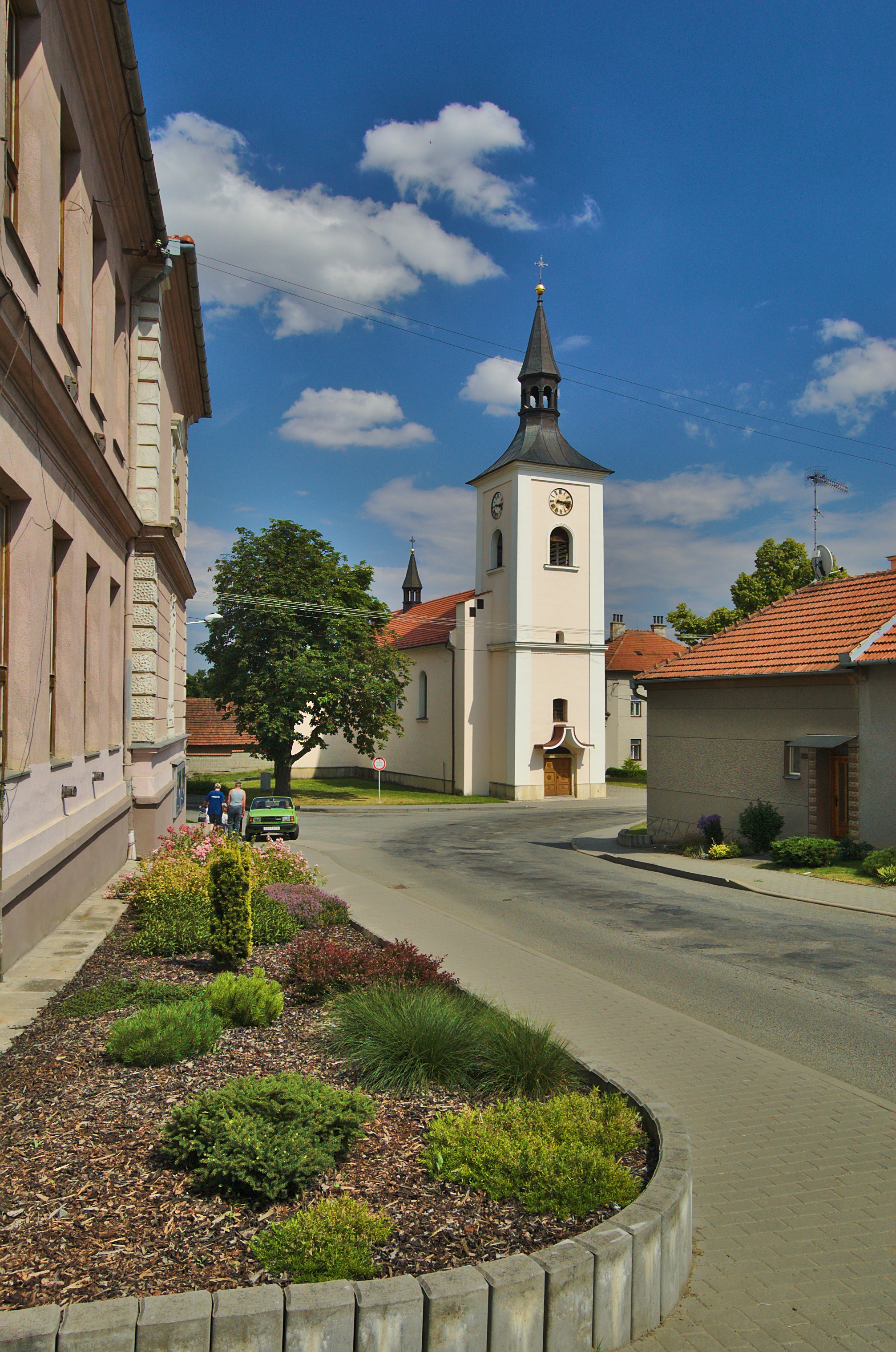
Kirche des hl. Martin

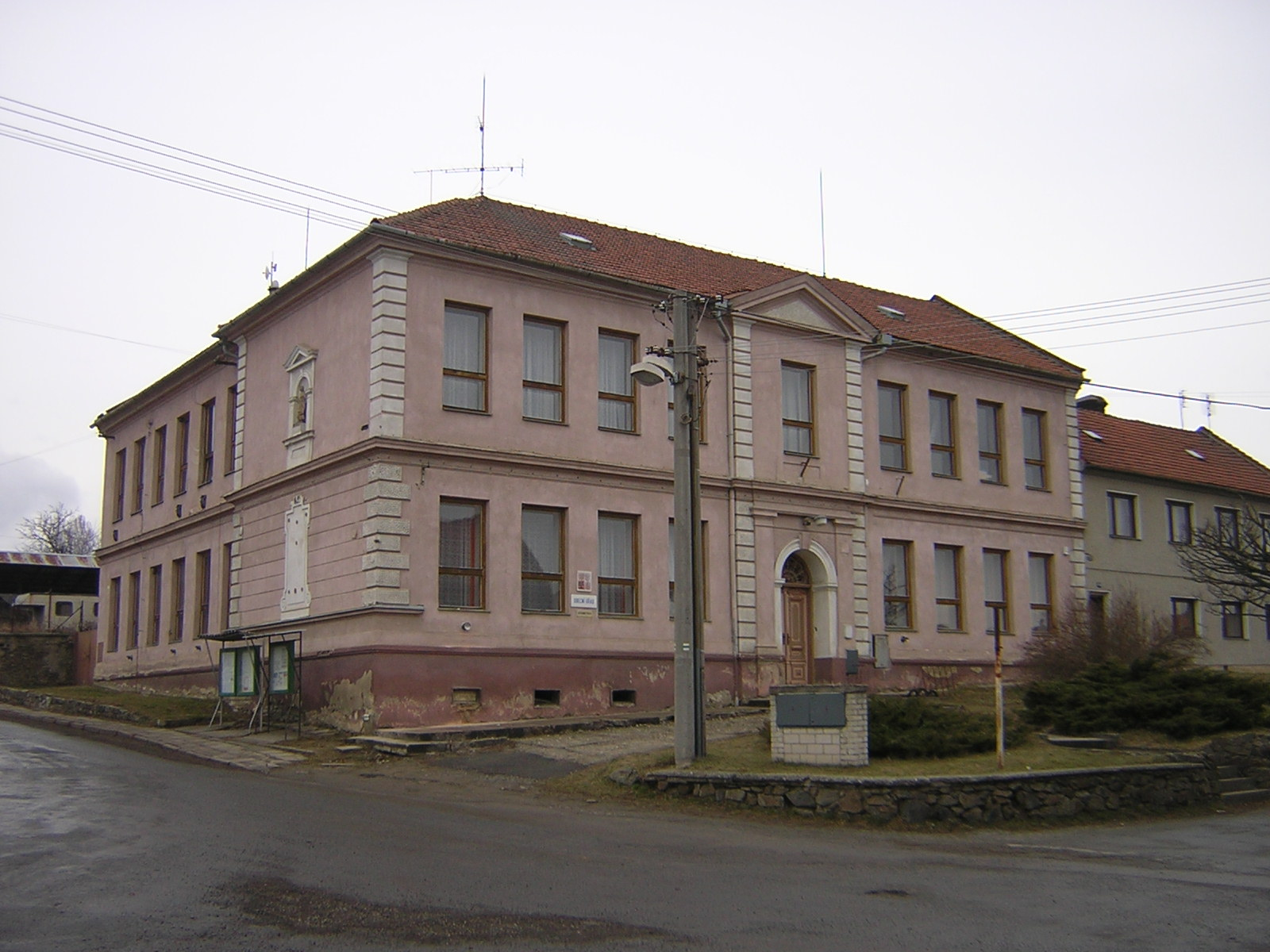
Gemeindeamt

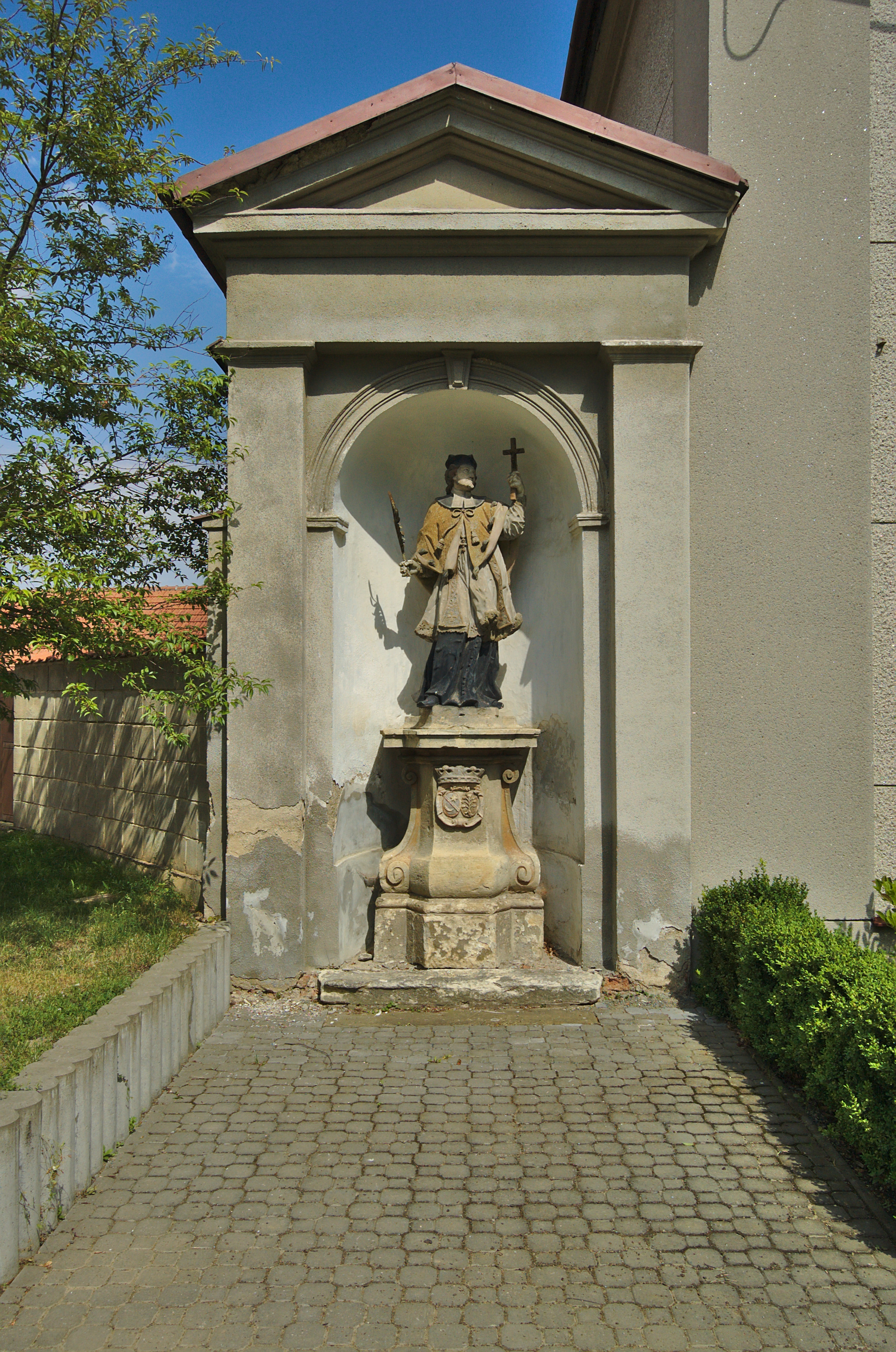
Nischenkapelle des hl. Johannes von Nepomuk

Ptení (deutsch Ptin) ist eine Gemeinde in Tschechien. Sie liegt zwölf Kilometer nordwestlich von Prostějov und gehört zum Okres Prostějov.

## Geographie
Ptení befindet sich im Tal des Baches Ptenka und seines Zuflusses Novoptenský potok im Drahaner Bergland. Im Norden erhebt sich die Kocouřina (399 m. n.m.), westlich der Hrádek (490 m. n.m.). Einen reichlichen Kilometer nördlich verläuft die Bahnstrecke Prostějov–Třebovice v Čechách durch das Tal der Romže; der Bahnhof Ptení liegt in Ptenský Dvorek.
Nachbarorte sind Ptenský Dvorek und Bernovský Mlýn im Norden, Bělecký Mlýn, Mokřiny und Lutotín im Nordosten, Bílovice, Nechutín und Zdětín im Osten, Ohrozim und Plumlov im Südosten, Vícov im Süden, Holubice und Okluky im Südwesten, Pohodlí und Seč im Westen sowie Hrochov, Jednov und Suchdol im Nordwesten.

## Geschichte
Archäologische Funde belegen eine Besiedlung des Gemeindegebietes seit der Steinzeit. Während der Latènezeit bestanden auf dem Kataster von Ptení sieben Siedlungsplätze, die vermutlich in enger Verbindung mit dem Oppidum Staré Hradisko standen.
Die erste schriftliche Erwähnung des Dorfes erfolgte 1131 in einem von Bischof Heinrich Zdik gefertigten Besitzverzeichnis des Bistums Olmütz, darin sind drei Lahn in Napteni als Besitz der neu errichteten Olmützer Domkirche aufgeführt. Besitzer des übrigen Teils waren wahrscheinlich niedere Adlige. Diese errichteten vermutlich im 14. Jahrhundert trotz der Nähe der Burgen Grumberk und Plumenau in Ptení eine Feste. Buček von Ptení trat 1351 seinen Besitz in Ptení und Bernow an Medwědek von Dubčan ab; Zdenko von Ptení veräußerte im selben Jahr seine Zinsansprüche aus den beiden Dörfern an Benedikt von Wyčow. Im Jahre 1373 überschrieb Sulik von Konic seine Anteile in Ptení, Bernow und Zdětín an Jan von Hluchow. Benedikt von Wyčow, der 1378 von Arkleb von Kunstadt-Stařechowitz die Feste Ptení mit einem Bauernhof, dem gesamten Dorf Ptení mit Ausnahme einer Lahn sowie fünfeinhalb Lahn, eine Mühle und zwei Insassen in Bernow zugekauft hatte, vererbte den Besitz seinen Söhnen Albert und Smil. Jan Kropáč von Holstein erwarb 1380 von Jan von Hluchow dessen aus der unteren Mühle und einer halben Lahn in Ptení sowie zwei Insassen in Zdětín bestehenden Anteil. Im Laufe des 14. Jahrhunderts wurde das Dorf als Ptenie, Ptenye, Ptyena, Pteny, Pten, Pthen, Petenie, Pthenyn bzw. Ptenyn bezeichnet.
Seit 1406 war Jan von Wyčow Besitzer der Feste, des Dorfes und des Hofes Ptení. Er legte sich das Prädikat von Pteny zu und nahm 1420 die Brüder Filip Stříž und Pavel von Wyčow in Gütergemeinschaft auf. Jan von Wyčow und Ptení ist bis 1437 als Besitzer des Gutes nachweislich. Nachdem sein gleichnamiger Sohn 1463 ohne Nachkommen verstarb und das Gut Ptení dadurch an die böhmische Krone heimgefallen war, ließ König Georg von Podiebrad im Jahre 1464 Hynek von Zwola-Goldstein damit intabulieren. Dieser veräußerte das Gut Ptení mit Ausnahme des Zinsanspruches der Pfarrei Ohrozim 1480 an Jan Heralt von Kunstadt, dessen Erben es 1492 zusammen mit dem inzwischen wüsten Dorf Bernow dem Veit von Prostěgow überließen. Er nannte sich fortan auch von Pteny und verkaufte das Gut 1495 dem Jan Vlk Konecchlumský von Konecchlumí, der es 1499 an den Obersthofrichter der Markgrafschaft Mähren, Jakob von Šarow und Krumsín abtrat. Dieser ließ die Feste zum Schloss umgestalten. Nachfolgende Besitzer waren ab 1533 Georg von Šarow, ab 1569 Johann von Šarow und danach dessen Söhne Georg und Wilhelm. Im Jahre 1581 kaufte Wilhelm von Šarow den Anteil seines Bruders am Gut Ptýň auf, dabei wurde erstmals auch eine Brauerei aufgeführt. Unter den Herren von Šarow wurde Ptení zum Zentrum der Šarowschen Güter ausgebaut. Für den Bedarf der im östlichen Teil des Schlosses eingerichteten Brauerei wurde mit dem Anbau von Hopfen begonnen: ebenso wurde der Weinbau eingeführt. Nach dem Tode des Georg von Šarow, der seinen Bruder Wilhelm beerbt hatte, ließ der Landeshauptmann das Gut im Jahre 1596 der Anna Martinkowska von Roseč landtäflich versichern. Sie verkaufte das Gut Ptýň dem Hynek Šarowec von Šarow, dessen Güter wegen der Teilnahme am mährischen Ständeaufstand von 1620 konfisziert wurden. Zu Beginn des 17. Jahrhunderts bestand das Dorf aus 36 Gehöften. Das konfiszierte Gut wurde in den 1620er Jahren vom Rittmeister de Boyse bewirtschaftet. Ein Großteil der Bewohner verließ während des Dreißigjährigen Krieges beim Anmarsch von Truppen ihre Gehöfte und versteckte sich in den Wäldern.
Kaiser Ferdinand II. belehnte am 4. Januar 1631 den Obristen und Bequartierungskommissär in Mähren, Anton Freiherr von Miniati erblich mit Ptin. Nach dem Ende des Krieges lagen 13 der 37 Anwesen von Ptin wüst. Miniati kaufte 1635 von Salomena Smerhowska, geborene Jaluwkowna von Mrlowic, für 7000 Mährische Gulden das Gut Sugdol hinzu. Er stiftete 1677 eine Pfarradministratur in Ptin. Die erste Schule wurde in der zweiten Hälfte des 17. Jahrhunderts eingerichtet. Im Jahre 1679 erwarb Wenzel Bernard Bartodějský von Bartoděj das Gut Ptin mit Sugdol; durch einen Erbvertrag fiel es 1683 seinem jüngeren Sohn Ignaz zu. Dieser verkaufte das Gut noch im selben Jahre an Johann Baptist Miniati von Campoli. Nachfolgende Besitzerin wurde dessen Witwe Susanna Katharina, geborene Brabansky von Chobřan, die ihr Gut Zdětín mit Ptin vereinigte. 1696 erbte ihr minderjähriger Sohn Franz Fortunat Miniati von Campoli die Güter Ptin, Sugdol und Zdětín. Im Laufe des 17. Jahrhunderts wurde der Ort auch als Pithin, Ptynie und Pittin bezeichnet; weitere Namensformen waren Ptyn (1718) und Ptinium (1772).
Franz Fortunats Tochter, Anna Maria Gräfin von Hoditz, der Ptin 1743 als Erbe zugefallen war, verkaufte das aus dem Dorf Ptin mit Schloss und Kapelle, einem Brau- und einem Branntweinhaus, der Orangerie im Ptiner Garten sowie den Dörfern Sugdol, Hrochow und Zdětín bestehende Gut am 21. November 1746 für 167.000 Rheinische Gulden an Maximiliana Gräfin von Oudaille, geborene Hetzer von Aurach. Diese heiratete in zweiter Ehe den Kommandanten der Festung Olmütz, Generalmajor Hyacinth von Bretton. Am 4. Mai 1757 veräußerte sie das Gut Ptin mit Ausnahme der Orangerie für 145.000 Rheinische Gulden an die Äbtissin Agnes vom Olmützer Klarissenstift St. Klara. Am Ostermontag 1771 brannte das Schloss aus, dabei wurden das Dach und das Obergeschoss zerstört. Nach der Aufhebung des Klarissenstiftes im Jahre 1782 fiel das Gut Ptin dem Religionsfonds zu. Wenig später wurden die fünf Meierhöfe aufgelöst und auf ihren parzellierten Fluren im Zuge der Raabisation die Dörfer Neu-Ptin, Ainsersdorf, Feldhöfel, Klaradorf, Nechutein, Schwanenberg und Taubenfurth gegründet. Das Dominikalzinsdorf Neu Ptin wurde 1788 hinter dem Schloss Ptin auf den parzellierten Fluren des Ptiner Meierhofes angelegt; das alte Dorf Ptin wurde fortan als Alt Ptin bezeichnet. Das abgebrannte Schloss wurde 1790 bis auf das Erdgeschoss abgetragen. Der Schlossgarten mit der Orangerie, die Fasanerie und der Teich Spálenský rybník wurden in Ackerland umgewandelt. Als Nebenerwerb war zum Ende des 18. Jahrhunderts die Hausweberei weit verbreitet; in Ptin arbeiteten 16 Meister mit 22 Webstühlen. Das neue Dorf Neu Ptin wuchs rasch an und erhielt einen eigenen Rychtář; das Verhältnis zwischen den Gemeinden Alt Ptin und Neu Ptin war von ständigen Streitigkeiten überschattet. Im Jahre 1822 wurde westlich des Schlosses in Alt Ptin ein neues Schulhaus für den zweiklassigen Unterricht gebaut. Die k.k. Staatsgüterveräußerungskommission verkaufte das Gut Ptin am 1. August 1825 meistbietend an Philipp Ludwig Graf Saint-Genois d’Aneaucourt (1790–1857). 1835 zerstörte ein Großfeuer 31 Häuser und 13 Scheunen in Alt Ptin.
Im Jahre 1835 umfasste die im Olmützer Kreis gelegene Allodialherrschaft Ptin mit dem angeschlossenen Gut Sugdol eine Fläche 5469 Joch, auf der in den Dörfern Alt-Ptin, Neu-Ptin, Ainsersdorf, Feldhöfel, Hrochow, Klaradorf, Nechutein, Schwanenberg, Sugdol, Taubenfurth und Zdietin 3043 überwiegend mährischsprachige Katholiken sowie zwei jüdische Familien lebten. Haupterwerbsquellen bildeten die Landwirtschaft, der Obstbau, die Pferdezucht und die Leinweberei. Die herrschaftlichen Wälder hatten eine Ausdehnung von über 2245 Joch und wurden in den drei Forstrevieren Ptin, Ainsersdorf und Setsch bewirtschaftet, wobei das außerhalb des Herrschaftsgebietes in Setsch befindliche Forsthaus Setsch auch für das zum Gut Czellechowitz gehörige Setscher Revier zuständig war. Das Dorf Alt-Ptin bzw. Ptjn Stary bestand aus 68 Häusern mit 557 mährischsprachigen Einwohnern. Die auf dem Branntweinhaus und der Pottaschensiederei lebenden zwei jüdischen Familien waren darin nicht inbegriffen; sie gehörten fremden Gemeinden an. Im Ort gab es ein herrschaftliches Schloss, das als Amtsgebäude diente, ein Brauhaus, ein Branntweinhaus mit Pottaschensiederei und ein Wirtshaus. Unter herrschaftlichen Patronat standen die dem Dekanat Czech zugeordnete Pfarradministratur, die Kirche des hl. Martin und die Schule. Abseits lagen zwei Mühlen an der Romže sowie der Ausspann Pohodly an der von Lettowitz nach Proßnitz führenden Kommerzialstraße. Nach Alt-Ptin konskribiert war Feldhöfel. Eingeschult waren Neu-Ptin, Feldhöfel, Nechutein, Taubenfurth, Stinau und Zdietin. Alt-Ptin war Pfarrort für Neu-Ptin, Feldhöfel, Nechutein, Taubenfurth, Stinau, Wetzow und Zdietin. Der an der Kirche gelegene Friedhof wurde 1836 aufgehoben; der neue Friedhof entstand außerhalb von Alt-Ptin an der Straße nach Zdietin. Bis zur Mitte des 19. Jahrhunderts war Alt-Ptin der Amtsort der Allodialherrschaft Ptin.
Nach der Aufhebung der Patrimonialherrschaften entstand 1850 die aus den Ortsteilen Staré Ptení / Alt Ptin, Nové Ptení / Neu Ptin, Dvorek / Feldhöfel und Holubice / Taubenfurth bestehende Gemeinde Ptení / Ptin, die dem Gerichtsbezirk Plumenau zugeordnet war. Preußische Truppen schleppten 1866 die Cholera nach Ptení ein, innerhalb von zwei Monaten starben 74 Einwohner an der Seuche.
Ab 1869 gehörte Ptení zum Bezirk Proßnitz; zu dieser Zeit hatte die Gemeinde 1157 Einwohner und bestand aus 185 Häusern, davon lebten 958 Personen in den 157 Häusern von Staré Ptení und Nové Ptení. Moritz Graf Saint-Genois d’Aneaucourt, der die Grundherrschaft Ptin 1857 von seinem Vater geerbt hatte, verkaufte sie 1878 an Fürst Johann II. von Liechtenstein. Das Postamt wurde 1879 eingerichtet. Im Jahr darauf wurde die Freiwillige Feuerwehr gegründet. 1886 erfolgte eine Erweiterung des Schulhauses für einen dreiklassigen Unterricht. 1889 wurde der Verkehr auf der durch das Romžetal führenden Eisenbahnstrecke Proßnitz-Triebitz aufgenommen, beim Ortsteil Ptenský Dvorek entstand der Bahnhof Ptení. Der Friedhof wurde 1890 vergrößert. Zum Ende des 19. Jahrhunderts wurde im nördlich von Ptení gelegenen Wäldchen Paseky ein Schurfstollen auf Kohle vorgetrieben. 1899 entstand eine Ortsgruppe des Sokol. Im Jahre 1900 hatten Staré Ptení und Nové Ptení zusammen 1065 Einwohner; Staré Ptení bestand aus 169 Häusern, von denen acht unbewohnt waren, und hatte 593 Einwohner, darunter 66 Bauern, 40 Schneider, fünf Weber, je drei Schuhmacher und Tischler sowie zwei Stellmacher. Zu dieser Zeit begann der Bau eines neuen Schulhauses, das 1904 bezogen wurde. Im alten Schulgebäude wurde eine Arztpraxis eingerichtet. 1910 hatten Staré Ptení und Nové Ptení zusammen 1073 Einwohner. 1911 erhielt Ptení eine Gendarmeriestation; im selben Jahre erfolgte die Gründung einer bäuerlichen Molkerei. Eine Ortsgruppe des Orel wurde 1912 gegründet.
Nach dem Ersten Weltkrieg zerfiel der Vielvölkerstaat Österreich-Ungarn, die Gemeinde wurde 1918 Teil der neu gebildeten Tschechoslowakischen Republik. Beim Zensus von 1921 lebten in den 262 Häusern der Gemeinde Ptení 1277 Personen, davon 1272 Tschechen und fünf Deutsche. Der Ortsteil Staré Ptení bestand aus 114 Häusern mit 571 Einwohnern (567 Tschechen und vier Deutsche). 1930 bestanden Staré Ptení und Nové Ptení aus insgesamt 235 Häusern und hatten 1049 Einwohner; in den 137 Häusern von Staré Ptení lebten 603 Personen. Die Elektrifizierung des Ortes begann 1931. Im Jahre 1933 wurde ein Kino eröffnet. 1937 entstand eine Volkswirtschaftsschule. Von 1939 bis 1945 gehörte die Gemeinde Ptení / Ptin zum Protektorat Böhmen und Mähren. Kurz nach dem Zweiten Weltkrieg wurde in Ptení eines der modernsten Schulgebäude der Tschechoslowakei errichtet, in dem am 1. September 1949 der Unterricht aufgenommen wurde; im Erdgeschoss befand sich die Volksschule, im Obergeschoss die Bürgerschule. Im Jahre 1949 wurden Staré Ptení und Nové Ptení zu einem Ortsteil Ptení zusammengelegt. 1950 lebten 969 Menschen im Ortsteil Ptení, die Gemeinde hatte insgesamt 1247 Einwohner. Im selben Jahr wurde der Standesamtsbezirk Ptení eingerichtet, der die Dörfer Ptení, Holubice, Ptenský Dvorek, Zdětín, Stínava, Vícov, Malé Hradisko, Okluky, Růžov, Maleny und Stražisko umfasste. Die Gründung der JZD Ptení erfolgte 1957, die Gründungsmitglieder brachten 191 ha landwirtschaftliche Böden in die Genossenschaft ein. In den 1960er Jahren entstand neben der Schule ein Sternwarte. 1963 wurde eine Geflügelfarm errichtet. Die JZD Ptení und Vícov fusionierten 1976 mit der JZD Pokrok Plumlov. In dieser Zeit erfolgte die Verrohrung des Novoptenský potok; die Ptenka wurde reguliert und ihr Lauf durch Ufermauern begrenzt. 1979 wurde ein Einkaufszentrum errichtet. Beim Zensus von 2001 lebten in den 380 Häusern der Gemeinde 1114 Personen, davon 810 in Ptení (270 Häuser), 274 in Ptenský Dvorek (93 Häuser) und 30 in Holubice (17 Häuser).

## Gemeindegliederung
Die Gemeinde Ptení besteht aus den Ortsteilen Holubice (Taubenfurth), Ptení (Ptin) und Ptenský Dvorek (Feldhöfel). Zu Ptení gehören außerdem die Einschichten Bernovský Mlýn und Pohodlí (Pohodly).
Der Kernort besteht aus den Ortslagen Staré Ptení (Alt Ptin) und Nové Ptení (Neu Ptin).

## Sehenswürdigkeiten
- Schloss Ptení, es entstand zu Beginn des 16. Jahrhunderts aus einer alten Feste. Nach dem Brand von 1771 erfolgte 1790 der Abriss des zerstörten Obergeschosses. Seine heutige Gestalt erhielt es zu Beginn des 19. Jahrhunderts, als die ursprünglichen Türme abgebrochen wurden.
- Kirche des hl. Martin, sie wurde wahrscheinlich im 12. Jahrhundert errichtet. Erstmals schriftlich erwähnt wurde sie im 15. Jahrhundert, als Hynek von Zwola-Goldstein der Kirche eine regelmäßige Zahlung von fünf Mark Groschen gewährte. Vor dem Hauptaltar befindet sich die 1695 geschaffene Familiengruft der Miniati von Campoli. Außerdem wurde auch Karl Hubert von Oudaille († 1750) in der Kirche beigesetzt. Zu Beginn des 18. Jahrhunderts ließ Anna Miniati von Campoli die Kirche für 300 Gulden vergrößern; dabei handelte es sich jedoch um keine Großzügigkeit der Grundherrin, sie hatte sich die Summe zuvor aus den Kirchengeldern zum Kartenspiel „ausgeliehen“. Der Friedhof wurde 1836 aufgehoben und an einen Platz außerhalb des Dorfes verlegt. In den Jahren 1855, 1863 und 1908 erfolgten Umbauten. Die Turmuhr wurde 1855 eingebaut. 1947 wurde ein zugemauertes gotisches Portal freigelegt. 1998 erfolgte eine Rekonstruktion. Die Kirche ist mit drei Altären ausgestattet.[4]
- Pfarrhaus
- Nischenkapelle des hl. Johannes von Nepomuk, neben dem Pfarrhaus am Dorfplatz
- Statue des hl. Isidor, südöstlich des Dorfes bei der Einschicht rechtsseitig der Straße nach Zdětín
- Denkmal für die 38 Gefallenen des Ersten Weltkrieges, auf dem Dorfanger
- Mehrere Wegkreuze

## Persönlichkeiten

### Söhne und Töchter der Gemeinde
- Jan Výmola (1722–1805), Orgelbauer
- Antonín Hejbal (1814–1886), Schriftsteller
- Karel Výmola (1864–1935), Gründer der ersten Anstalt für Taubstumme in der Tschechoslowakei
- Josef Švéda (1881–1929), Chemiker
- Gracián Černušák (1882–1961), Musikwissenschaftler

### Ehrenbürger
- Petr Bezruč (1867–1958), 1937, u. a. für sein Gedicht „Ptení“